# Pathos
Pathos (dal greco πάθος, pathos, a sua volta dal verbo πάσχω "pasco", letteralmente "soffrire" o "emozionarsi"; aggettivo: "patetico" da παθητικός) è un concetto filosofico.
Nel pensiero greco era una delle due forze che regolavano l'animo umano, opponendosi al logos, la parte razionale. Il pathos corrispondeva infatti alla parte irrazionale dell'animo; poteva avere connotazione sia positiva sia negativa a seconda del contesto (il verbo πάσχειν è, infatti, una vox media). Può indicare sia il sentimento come affezione dell'animo, sia un effetto-mezzo utilizzato per creare la partecipazione empatica del pubblico (συμπάθεια "sumpatheia", letteralmente "conformità di sentire" o "simpatia"). Per gli antichi greci questa "forza emotiva" era collegata alle realtà dionisiache o comunque dei riti misterici. Per questo il pathos indicava tutti gli istinti irrazionali che legano l'uomo alla sua natura animale e gli impediscono di innalzarsi al livello divino.
Nell'italiano moderno può assumere il significato di carica emotiva e di commozione derivati dalle rappresentazioni teatrali e delle arti figurative in genere, il sentimento insito in un'opera. In epica, quando si parla di pathos, si intendono quelle sequenze della vicenda più cariche di emozioni, come quando si descrive qualcosa di triste, una sofferenza.

## Retorica
Nella Retorica Aristotele identifica tre modalità artistiche di persuasione: il logos, il pathos e l'ethos. Il pathos si rivela nell'emozione suscitata nell'ascoltatore.
Le reazioni emozionali possono avvenire in due diversi modi:
- con una metafora o con il racconto di un aneddoto;
- con l'uso di un intercalare pregno di passione nell'avanzare di un discorso.

Aristotele identifica l’introduzione e la conclusione come due delle parti più importanti per suscitare emozioni in ogni discorso persuasivo.
Nel primo capitolo dell'opera, il filosofo affronta il modo in cui "gli uomini cambiano la propria opinione in base ai loro giudizi. Come tali, le emozioni hanno specifiche cause ed effetti" (Libro 2.1.2-3). Aristotele identifica il pathos come uno dei tre essenziali modi di persuasione, affermando che "capire le emozioni vuol dire dare loro un nome e descriverle, conoscere le loro cause e il modo in cui sono espresse". Aristotele postula che, oltre al pathos, l’oratore deve anche disporre di un buon ethos, affinché abbia credibilità (Libro 2.1.9).
Aristotele specifica quali sono le emozioni utili all’oratore (Libro 2.2.27). Così facendo, egli si focalizza su chi, a chi e perché, affermando che "non basta conoscere uno o anche due di questi punti; finché non li conosciamo tutti e tre, non saremo in grado di suscitare la rabbia in qualcuno. La stessa cosa vale per le altre emozioni". Aristotele, inoltre, combina un'emozione con un'altra affinché possano neutralizzarsi a vicenda. Per esempio, si potrebbero accostare tristezza e felicità (Libro 2.1.9).
Con queste premesse, Aristotele sostiene che l'oratore debba conoscere l'intera situazione e il pubblico che gli si presenta per capire come impostare il suo discorso e suscitare determinate emozioni affinché possa raggiungere i suoi obiettivi. Le teoria del pathos di Aristotele ha tre punti principali: il modo di pensare del pubblico, la diversa concezione delle emozioni in ogni persona e l’influenza che ha l’oratore sulle emozioni del pubblico. Aristotele considera l’ultimo di questi come obiettivo finale del pathos. Allo stesso modo, delinea l’importanza individuale delle emozioni persuasive, così come l’efficacia combinata di queste nel pubblico. Inoltre, egli discute sul piacere e sul dolore in relazione alle reazioni che queste due emozioni causano in un ascoltatore. Secondo Aristotele, le emozioni variano da persona a persona. Perciò, sottolinea l’importanza di capire gli specifici contesti sociali in modo da utilizzare con successo il pathos come metodo di persuasione.
Aristotele, inoltre, conia il termine παθημάτων κάθαρσιν ("pathemáton kátharsin", letteralmente "la purificazione che è propria di quei patimenti") in merito alle tragedie nella sua opera "Dell'arte poetica". Si tratta di quei patimenti che vengono espressi attraverso gli attori e sono recepiti dal pubblico, portando quest'ultimo alla catarsi, ovvero la purificazione, delle emozioni suscitate.

## Apollineo e Dionisiaco
Nella cultura greca, accanto alla visione del mondo caratterizzata dal buon senso, esiste la visione orfica - dionisiaca che rappresenta l'aspetto interiore e spesso inquietante della grecità e che costituisce l'argomento di alcuni miti e rituali orgiastici. Questi due elementi dello spirito greco, a cui fa riferimento Nietzsche all'interno della sua opera "La nascita della tragedia dallo spirito della musica" (1872), distinti e contrapposti, ma in rapporto costante e interconnesso tra loro vengono definiti rispettivamente "apollineo" e "dionisiaco". Il termine apollineo deriva dal Dio Apollo, importante divinità collegata al sole e alla bellezza. Egli è il Dio di tutte le facoltà figurative, patrono del bello e splendore dell'intimo mondo della fantasia. Questo termine fa subito riferimento a una bellezza statuaria ma può anche collegarsi alla delicata poesia. Lo spirito Apollineo è basato sulla ragione e sulla repressione degli istinti naturali. Nell'arte viene rappresentato nella scultura e nell'architettura. Il termine dionisiaco, al contrario, è basato su un forte entusiasmo per la vita, l'uomo gode completamente degli aspetti naturali e del proprio corpo. Questi due aspetti si sono concretizzati nella tragedia greca. Sulle due divinità, Apollo e Dioniso, è fondata larga parte della storia dell'arte occidentale, tra l'arte plastica di Apollo e l'arte non figurativa della musica di Dioniso. I due istinti, diversi e contrapposti, sono interconnessi al fine di trasmettere quel contrasto che l'arte riesce a risolvere solo apparentemente.

## Teatro
Il dramma è azione. La recitazione è movimento. L'attore parla, questa è la sua passione. Passione e teatro danno vita al meraviglioso teatro passionale.
Significative sono le tragedie di William Shakespeare; in Amleto il "pathos" è dato sia dalla drammaticità del testo, sia dal dibattersi del protagonista tra istinti passionali e scelte razionali. Il soliloquio "to be or not to be" ne è esempio emblematico. Il drammaturgo esprime le passioni attraverso la forza della parola, l'attore interpreta il testo immedesimandosi nel ruolo, ricorrendo alla espressività del tono della voce e della gestualità. L'Amleto è una tragedia mancata poiché, essa presenta un personaggio dominato da un "pathos" incomprensibile.
Un esponente del teatro moderno è Eduardo De Filippo; nelle sue commedie vi è sia l'elemento comico, che produce la risata nello spettatore, sia l'elemento drammatico che porta lo spettatore a riflettere.
Eduardo mostra il pathos sottolineando le diversità culturali, sociali, umane; mentre la comicità è rappresentata da contrasti e giochi di parole.

## Arte

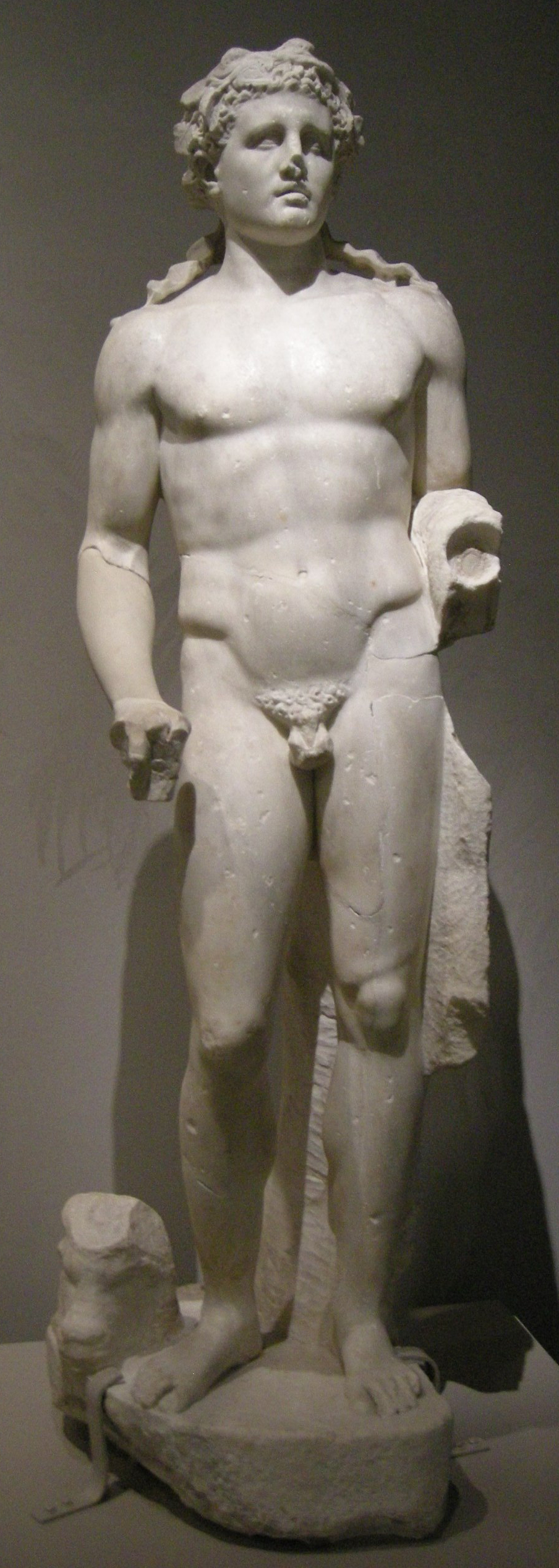
Arte romana, ercole, II-III secolo da un originale greco di skopas del 370-350 ac

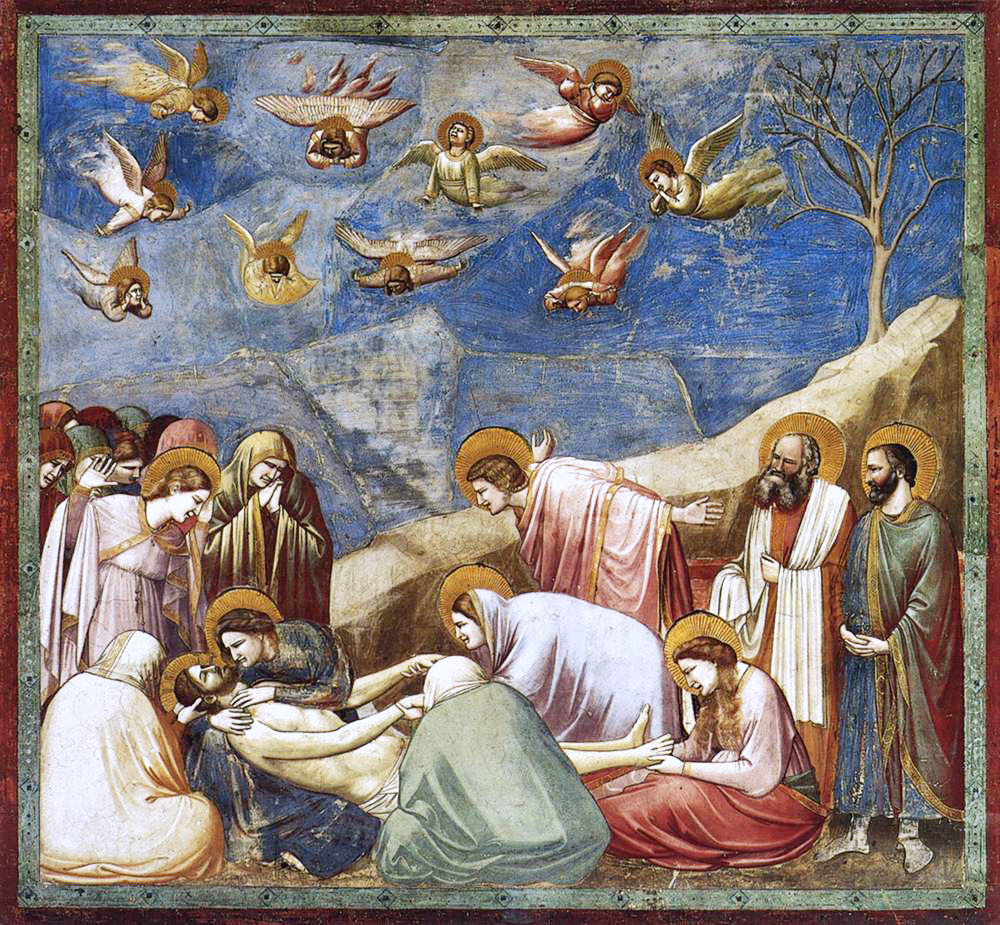
Giotto, Compianto sul Cristo morto, Cappella degli Scrovegni, Padova

Il Πάθος (gr. sofferenza), quando è presente in un’opera d’arte, indica una complicata reazione che suscita emozione e al contempo commozione con un’immedesimazione nel personaggio o nella situazione espressa.
Per la prima volta si parla di Πάθος con lo scultore e architetto greco skopas che ebbe il merito di introdurre l’emozione umana, fino a quel momento poco esplorata.
Il vero Πάθος però arriverà solo con lo spettacolo di dolore e afflizione del suggestivo gruppo ellenistico di Laocoonte e i suoi figli dilaniati dai serpenti marini inviati da Atena, per portare a termine il volere degli dei. Questo però fu un caso isolato poiché bisognerà aspettare oltre milletrecento anni per il rimanifestarsi di una sofferenza con l’enfasi precedente. Ed è proprio con il pittore Giotto che si riaffermano le emozioni e le afflizioni, rappresentate nell’affresco Compianto sul Cristo morto (Giotto), appartenente al ciclo della cappella degli Scrovegni. 
Un esempio significativo di fine '500 inizio '600 sono le opere di Caravaggio, in cui l’artista esprime un forte sentimento interiore; infatti nelle sue opere è possibile percepire ogni sfumatura delle emozioni umane. 

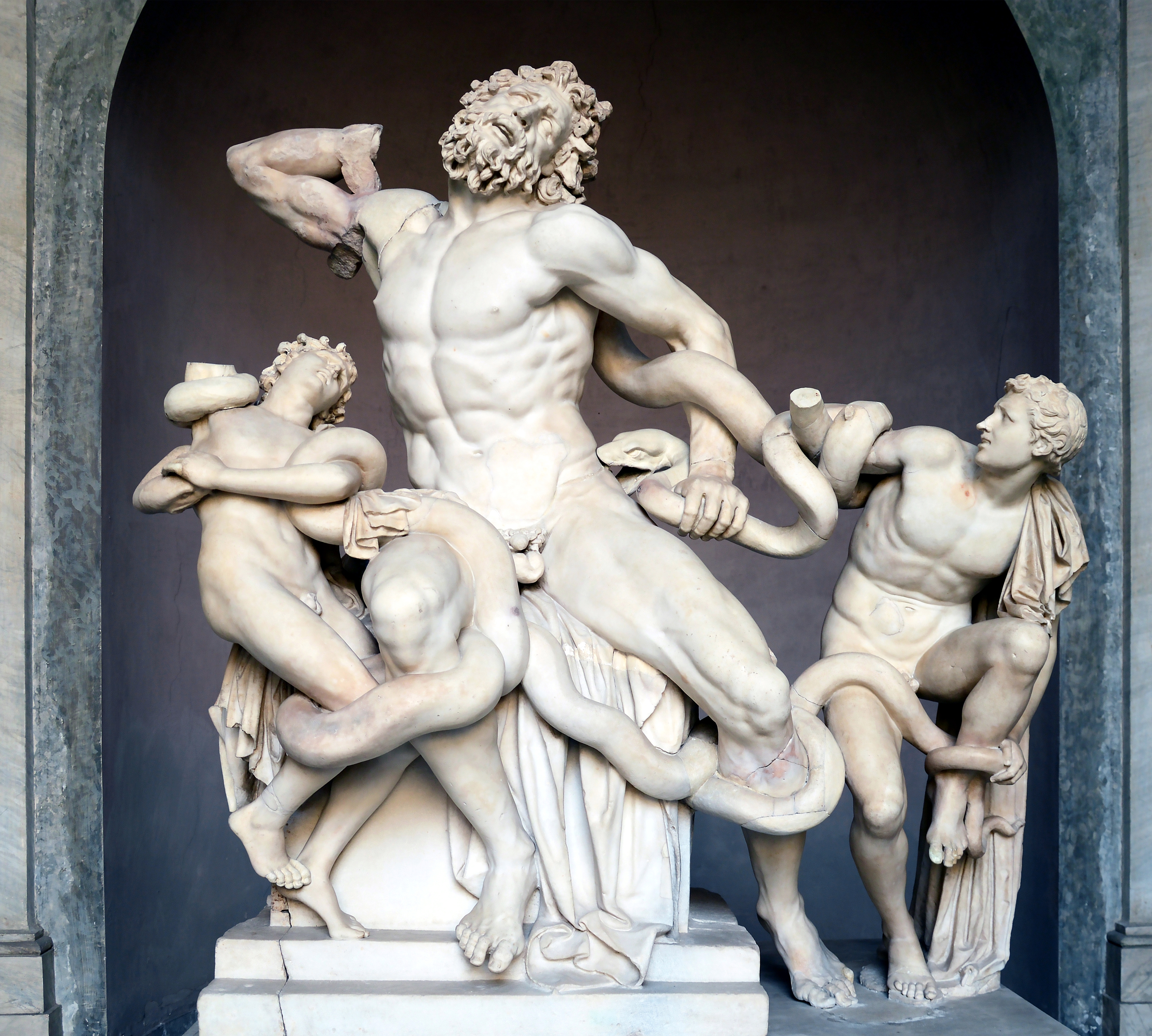
Laocoonte e i suoi figli

## Letteratura latina
La lirica latina produce una poesia riflessiva e difficile, in cui il racconto avventuroso assume tratti tipicamente eroici, con accentuazione del πάθος, ma anche con una spiccata tendenza all'approfondimento psicologico dei personaggi tale da farli apparire grandiosi e allo stesso tempo cupi. I poeti latini prendono spunto dai lirici greci e dagli Alessandrini nella molteplicità di ritmi metrici e nei contenuti che spaziano dall'epopea amorosa a quella mitologica. Troveremo infatti, da un lato, le Satire e le Epistole di Orazio, componimenti in esametri di ispirazione moralizzante, dall'altro le Odi, canti lirici dedicati alla virtù romana e all'amore. Tipica della poesia lirica è pure la ricerca del “pathos” cioè della tensione drammatica e della solennità. Al centro di tutte le tragedie di Seneca, ad esempio, vi è la rappresentazione dello scatenarsi rovinoso di sfrenate passioni non dominate dalla ragione; infatti da un lato agisce la ragione di cui si fanno portavoce personaggi che cercano di dissuadere i protagonisti dai loro insani propositi e, dall’altra, il furor cioè l’impulso irrazionale, la passione (amore, odio, gelosia, ira e rancore), la morte della ragione e disintegrazione della personalità interiore. L’accentuazione degli elementi cupi serve per raggiungere il significato pedagogico e morale. Questa accezione di pathos è presente nei frammenti rimanenti di Livio Andronico. Il pathos può assumere varie forme e in Gaio Valerio Catullo esso si manifesta attraverso la fusione linguistica di vocaboli attinti dal linguaggio plebeo e dalla cultura più raffinata. Il pathos catulliano è presente sia nei carmi dedicati all’amata nei quali vi è lo scontro tra amore e passione e odio e razionalità, come nel testo "Odi et amo". 
Trad: "Odio e amo. Forse chiederai come sia possibile; non so, ma è proprio così e mi tormento." S. Quasimodo.
Il carme101, ad esempio, mette in evidenza il compianto per la morte del fratello, ma anche una contrapposizione tra dolcezza e rimpianto per la sua perdita, oltre che una stanca rassegnazione e dolore derivante dall'amara consapevolezza della morte. In poeti elegiaci di età augustea, come Albio Tibullo e Sesto Properzio, l’amore è un morbus, malum, servitium e rende l’uomo addolorato come cantato anche da Catullo. Il pathos è scaturito dal turbamento del tradimento della donna amata e dalla gelosia. In Ovidio invece prevale il carattere erotico-mondano; in lui il pathos amoroso diventa lusus o ludus, un gioco incostante che fa parte dell’Ars Amatoria.

## Letteratura italiana
Non esiste nella letteratura italiana un autore o una corrente letteraria che parli propriamente di pathos, ma si può trovare nella drammaticità che ricorre frequentemente nella corrente crepuscolare, di cui il massimo esponente è Sergio Corazzini, a causa delle drammatiche vicende autobiografiche: un'infanzia difficile per il tracollo economico della famiglia piccolo-borghese, l'impegno monotono in una compagnia di assicurazioni e la malattia. Il suo pensiero poetico è incentrato sulle "piccole cose", dietro le quali si nasconde il vuoto tipico dei poeti crepuscolari. Da un lato i suoi versi esprimono un malinconico desiderio per la vita negatagli dalla malattia, dall'altro un triste ritrarsi dall'esistenza presente, perché priva prospettive future. In "Desolazione del povero poeta sentimentale" esprime tutta la sua sofferenza dietro la figura del piccolo fanciullo che piange, nascondendo l'impossibilità di essere chiamato poeta. Un altro esempio di alta drammaticità è la vicenda di Clorinda, la bella e valorosa guerriera saracena, personaggio del capolavoro tassiano La Gerusalemme liberata, uno degli episodi più tragici dell’opera. Clorinda, morente, pronuncia parole di fede nei confronti dell’amato eroe cristiano Tancredi di Galilea. L’intero episodio è caratterizzato da un intenso pathos che raggiunge il suo culmine nella solitudine finale dell’eroe cristiano sconsolata e miserabile.

## Pathos in Cartesio
Le passioni sono definite da Cartesio «percezioni, o sentimenti o emozioni dell’anima che si riferiscono particolarmente all’anima stessa e sono causate, mantenute o rafforzate da qualche movimento degli spiriti».
La fisica cartesiana giunge a considerare macchine ogni organismo animale. Tra questi solo l’uomo risulta fornito di un’anima spirituale, che viene definita sostanza pensante. Si apre dunque il problema dell’interazione tra anima e corpo, due elementi concepiti da Cartesio nettamente distinte.
L’anima dell’uomo viene pensata come messa in relazione al corpo, ma la difficoltà sta nell’immaginare un movimento che si traduce in impulsi che a loro volta si traducono in sensazioni.
Intraprendendo un’approfondita ricerca sui due principali organi umani, il cuore e il cervello, Cartesio individua il punto di contatto tra queste due dimensioni nella ghiandola pineale, sede dell’anima e delle passioni, realtà assolutamente incorporea che “spinge” la ghiandola o ne subisce il movimento e sollecitazioni tradotte in sensazioni.
Contrariamente alle sensazioni, le passioni, pur scaturendo anch’esse dal corpo, sono poste in riferimento all’anima, che non avendole causate non può interagire con esse se non contrastandole riguardo a ciò che è bene e a ciò che è male e, partendo da questo punto, orientare l’azione morale.
Per Cartesio esistono sei passioni primitive: meraviglia, amore, odio, desiderio, gioia e tristezza.
«La meraviglia è una sorpresa improvvisa dell’anima», scrive Cartesio. Poiché la meraviglia deriva dall’impressione che il cervello ha e a cui attribuisce un determinato peso. La particolarità della meraviglia non ha nulla a che vedere con la modificazione del cuore e del sangue, poiché per oggetto non vi è né bene né male ma solo conoscenza: tutto dipende dalla conoscenza acquisita attraverso i nostri organi.
Quando prova amore l’anima è agitata da passioni diverse, definite passioni complementari o alternative. Cartesio descrive l’amore come una cura per il corpo e per l’anima in quanto favorisce la digestione e il battito cardiaco, durante la fase dell’innamoramento, è ampio e regolare. In contrapposizione all’amore, si pone l’odio che provoca una pungente sensazione nel petto ed è negativo per la salute sia dell’anima sia del corpo in quanto induce a eliminare i cibi ingeriti e lo stomaco viene meno alla propria funzione.
Il desiderio non è altro che la volontà di ottenere qualche bene o di sfuggire a qualche male e fornisce al cervello impulsi più violenti, aumentando il battito cardiaco.
La gioia è provocata dalla dilatazione delle arterie principali che inducono il sangue a scorrere più velocemente producendo pensieri e immagini gai e tranquilli. In opposizione alla gioia vi è la tristezza che fa diminuire la quantità di sangue che scorre nelle vene limitando l’arrivo di pensieri idilliaci al cervello che, di conseguenza, produce pensieri spiacevoli.
Cartesio conclude i suoi ragionamenti filosofici postulando il dominio della ragione sui sensi e sulle passioni.

## Pathos in Pascal
Per Blaise Pascal la questione più importante dell’uomo è l’interrogazione filosofica sul senso dell’esistenza e al suo relativo destino. Pur riconoscendo la validità del metodo razionalistico in campo scientifico, ritiene che lo stesso non dia risposte esaustive riguardo all’esistenza. Pertanto, Pascal crede che cuore e fede (che assumono una valenza intellettiva e non sentimentale) siano superiori alla ragione: sono infatti questi che “sentono” le ragioni dell’esistenza.
(Pensieri, 26)
La passione in Pascal è quindi la fiducia cieca nel divino, che però non va contro la ragione, semplicemente la sorpassa; nell’uomo ragione e cuore convivono. Conoscere attraverso la fede è il primo passo verso la conoscenza effettiva e solo successivamente interviene la ragione. Pascal sa che gli uomini, basandosi sulla ragione, potranno solamente arrivare alla consapevolezza dei propri limiti, ma non a trovare il senso vero e ultimo dell'esistenza umana. L'uomo è quindi consapevole del suo stato e si riconosce infelice, soffre costantemente proprio per la presenza dei suoi limiti.
Non occorre che l’universo intero si armi per schiacciarlo, un vapore, una goccia d’acqua bastano per ucciderlo. Ma quand’anche l’universo lo schiacciasse, l’uomo resterebbe
ancora più nobile di ciò che lo uccide, perché egli sa di morire e conosce il vantaggio che l’universo ha su di lui. L’universo non ne sa nulla.»
(Pensieri, 231)
Questo è quello che distingue dagli animali dagli uomini. Le altre creature non sanno di esistere:
Infatti, ciò che è natura negli animali, noi la chiamiamo miseria nell’uomo. Con ciò riconosciamo che, essendo oggi la sua natura simile a quella degli animali, egli è decaduto da una natura migliore che un tempo gli era propria.»
(Pensieri, 149)
Il pensiero che distingue l’essere umano è dunque la drammatica autocoscienza della sua miseria, che alla fine però ne nobilita l’infelicità.
(Pensieri, 515)
Per non sentire il peso dei suoi limiti, della “sua insufficienza”, l’uomo si dedica a delle passioni. Le passioni, definite divertissement, sono degli stratagemmi dell’uomo per tutelarsi dalla sofferenza, per sottrarsi alla consapevolezza della propria miseria e agli interrogativi circa la vita e la morte.
(Pensieri, 166)

## Pathos in Hobbes
Da un'accurata analisi della realtà, Thomas Hobbes giunge alla constatazione della natura umana, caratterizzata da una bramosia naturale, dove ogni individuo è mosso dall'istinto di sopravvivenza e sopraffazione e tende a conservare se stesso. "Homo homini lupus", l'uomo è lupo per l'altro uomo. Questa condizione che si verificherebbe nello stato di natura, si esplica nel "bellum omnium contra omnes" all'interno del quale, tutti gli uomini animati dalle loro passioni finirebbero, inesorabilmente, per eliminarsi a vicenda. Per assicurare la propria conservazione, ogni individuo sopprime la parte dell'animo irrazionale che lo porterebbe ad agire secondo la propria reale natura. Servendosi della ragione, gli uomini stipulando un patto cedono parte della propria libertà e dei propri diritti a una sovranità che diventa garante della sicurezza e della conservazione di ogni individuo. Il pathos in Hobbes quindi scaturisce dall'eterno conflitto tra l'istinto che porterebbe gli uomini a soddisfare i propri bisogni entrando in conflitto gli uni con gli altri; e la ragione che ha il compito di garantire la conservazione dell'umanità.

## Scienze
Con il termine “Pathos” (Πάθος) è possibile riferirsi ad altre sensazioni dell’animo che coinvolgono anche altri ambiti, come quello biologico, medico e psicologico. 
- In ambito biologico tutte le manifestazioni emotive del Sistema nervoso autonomo appartengono alla sfera dell’inconscio e quando il nostro corpo manifesta movimenti del sistema nervoso autonomo, mostra la nostra parte inconscia. Il sistema nervoso autonomo è composto dal Sistema ortosimpatico (o simpatico) e del Sistema parasimpatico. Il significato attuale del termine simpatico corrisponde alla sua etimologia: dal gr. συν -> con, insieme più Πάθος -> passione cioè “in relazione con gli stati affettivi”.
- In ambito medico il termine Pathos è riconducibile alla Scienza che tratta dei disordini relativi alla disposizione materiale degli organi del corpo umano e alle loro funzioni denominata Patologia, dal gr. Παθολογία composta da Πάθος-> malattia, sofferenza e Λόγος-> discorso.
- Riconducibile alla radice Παθ derivante dal verbo πάσχω= soffrire, è il termine Patema che indica delle particolari sofferenze dell’animo. “Patema d’animo” è la classica espressione per indicare lo stato di angoscia, di preoccupazione e di afflizione del singolo individuo che porta allo scaturire di instabilità psicologica.